# Andreas Müller (calciatore 2000)
Andreas Müller (Sinsheim, 20 luglio 2000) è un calciatore tedesco, centrocampista del Darmstadt.

## Carriera
Müller è cresciuto nei settori giovanili di Hoffenheim e Astoria Walldorf, con cui ha debuttato in Regionalliga nel 2019. Nell'estate del è stato acquistato a titolo definitivo dal Magdeburgo in 3. Liga. Il 13 settembre ha debuttato in DFB-Pokal contro il Darmstadt ed il 16 ottobre ha segnato il suo primo gol nel successo per 2-0 contro il Türkgücü.
Il 30 maggio 2023 è stato acquistato dal Darmstadt. Ha esordito in Bundesliga il 7 ottobre nell'incontro vinto 2-1 contro l'Augusta.

## Statistiche

### Presenze e reti nei club
Statistiche aggiornate al 13 gennaio 2024.’’
| Stagione        | Squadra          | Campionato      | Campionato | Campionato | Coppe nazionali | Coppe nazionali | Coppe nazionali | Coppe continentali | Coppe continentali | Coppe continentali | Altre coppe | Altre coppe | Altre coppe | Totale | Totale | Totale |
| Stagione        | Squadra          | Comp            | Pres       | Reti       | Comp            | Pres            | Reti            | Comp               | Pres               | Reti               | Comp        | Pres        | Reti        | Pres   | Reti   |        |
| --------------- | ---------------- | --------------- | ---------- | ---------- | --------------- | --------------- | --------------- | ------------------ | ------------------ | ------------------ | ----------- | ----------- | ----------- | ------ | ------ | ------ |
| 2019-2020       | Astoria Walldorf | RL              | 4          | 0          | CG              | 0               | 0               |                    | -                  | -                  |             | -           | -           | 4      | 0      |        |
| 2020-2021       | Magdeburgo       | 3L              | 33         | 5          | CG              | 1               | 0               |                    | -                  | -                  |             | -           | -           | 34     | 5      |        |
| 2021-2022       | Magdeburgo       | 3L              | 36         | 2          | CG              | 1               | 0               |                    | -                  | -                  |             | -           | -           | 37     | 2      |        |
| 2022-2023       | Magdeburgo       | 2L              | 19         | 1          | CG              | 1               | 0               |                    | -                  | -                  |             | -           | -           | 20     | 1      |        |
| 2023-2024       | Darmstadt        | BL              | 4          | 0          | CG              | 0               | 0               |                    | -                  | -                  |             | -           | -           | 4      | 0      |        |
| Totale carriera | Totale carriera  | Totale carriera | 96         | 8          |                 | 3               | 0               |                    | -                  | -                  |             | -           | -           | 99     | 8      |        |

## Palmarès

### Club

#### Competizioni nazionali
- 3. Liga: 1

Magdeburgo: 2021-2022